# 道の駅シルクウェイにちはら
道の駅シルクウェイにちはら（みちのえき シルクウェイにちはら）は、島根県鹿足郡津和野町池村にある国道9号の道の駅である。
施設は津和野町が所有し、株式会社津和野開発（津和野町などが出資する第三セクター）が指定管理者として運営管理を行っている。

## 施設
- 駐車場：55台
  - 普通車：44台
  - 大型車：11台
  - 身障者用：2台
- トイレ
  - 男：大 8器・小 18器
  - 女：24器
  - 身障者用：3器
- 公衆電話：1台
- 公衆FAX
- レストラン
  - せいさく (10:00 - 20:00)
  - らーめん屋 (11:00 - 20:00)
- 売店 (9:00 - 19:00)
- コンビニエンスストア（ニチマル、8:00 - 22:00）
- 休憩所
- 公園
- 情報コーナー (24H)
  - 情報端末
  - 公衆無線LAN
- ベビーベッド
- シャワー
- 郵便ポスト（日原郵便局）

## 休館日
- 年中無休

## アクセス
- 国道9号（国道187号重複） - 登録路線

### バスターミナル
本施設はバスターミナルを併設している。なお、バス停の名称は日原（道の駅）（石見交通津和野線は日原道の駅、津和野町営バスは道の駅）である。

#### バス路線
2008年（平成20年）3月16日より広益線も停車するようになった。
- 石見交通…津和野エクスプレス（大阪 - 津和野）・広益線（広島 - 益田）・津和野線（益田 - 津和野）
- 阪神バス…サラダエクスプレス（大阪 - 津和野）
- 津和野町営バス…日原地区の全4路線

## 周辺
- 高津川
- 西日本旅客鉄道（JR西日本）山口線 青原駅
- サンネットにちはら

## 津和野開発
株式会社津和野開発（つわのかいはつ）は、道の駅シルクウェイにちはら・道の駅津和野温泉なごみの里・日原天文台を運営する企業である。
合併前に道の駅シルクウェイにちはらを運営していた株式会社石西社（せきせいしゃ）は、元々は製糸業であった。これが道の駅名の由来にもなっている。

### 沿革
- 1929年8月 - 保証責任生糸販売購買組合連合会を設立。
- 1943年8月 - 日本蚕糸製造株式会社石西社工場を設立。
- 1948年9月 - 石西蚕糸販売農業協同組合連合会を設立。
- 1971年6月 - 島根蚕糸販売農業協同組合連合会に改称。
- 1995年12月 - 島根蚕糸販売農業協同組合連合会を解散し、株式会社石西社（第三セクター）を設立。
- 1999年6月26日 - 道の駅シルクウェイにちはらの運営管理開始。
- 2001年3月 - 製糸業から撤退。
- 2005年3月 - 製糸工場を解体。
- 2016年12月 - 有限会社大仲屋本店より醤油醸造事業を継承。
- 2017年6月1日 - 株式会社石西社、株式会社津和野（道の駅津和野温泉なごみの里を運営）、株式会社リゾート開発（日原天文台を運営）が合併し、株式会社津和野開発となる。